# Jack Cade
Pour les articles homonymes, voir Cade.
John Cade dit Jack Cade (né probablement dans le Sussex, v.1420-1430 - mort à Heathfield and Waldron, 12 juillet 1450) est un révolutionnaire anglais.

## Biographie
Selon Georges Minois, il est un paysan aisé avec une « certaine éducation » et il a probablement combattu durant la Guerre de Cent Ans. Les défaites militaires que l'Angleterre subit à cette période auraient motivé son action.
Chef d'une révolte populaire contre le gouvernement anglais d'Henri VI (1450), il se fait passer pour John Mortimer, le cousin du duc d'York et soulève le comté de Kent. Il marche alors sur Londres, y pénètre et fait décapiter le grand-chambellan James Fiennes.
Après une promesse d'amnistie, ses hommes l'abandonnent et il est tué dans sa fuite.
Précurseur de la Guerre des Deux-Roses, sa rébellion est le plus grand soulèvement populaire qui eut lieu en Angleterre au XVe siècle.
La rébellion de Jack Cade est un des épisodes de la pièce de Shakespeare Henry VI (deuxième partie).